# Marcatori della Coppa del mondo per club FIFA
Questa pagina riporta le statistiche sui marcatori della Coppa del mondo per club FIFA (2000 e dal 2005 ad oggi).

## Migliori marcatori
- L'anno tra parentesi tonde indica che il calciatore ha giocato durante il torneo ma non ha segnato gol.
- L'anno tra parentesi quadre indica che il calciatore faceva parte della squadra durante il torneo ma non ha giocato nessuna partita.

|   | Nome               | Club                       | Gol segnati | Partite giocate | Media | Edizioni                               |
| - | ------------------ | -------------------------- | ----------- | --------------- | ----- | -------------------------------------- |
| 1 | Cristiano Ronaldo  | Manchester Utd Real Madrid | 7           | 8               | 0.88  | 2008, (2014), 2016, 2017               |
| 2 | Gareth Bale        | Real Madrid                | 6           | 6               | 1.00  | 2014, 2017, 2018                       |
| 2 | Karim Benzema      | Real Madrid Al-Ittihad     | 6           | 11              | 0.54  | 2014, 2016, (2017), (2018), 2022, 2023 |
| 4 | Luis Suárez        | Barcellona                 | 5           | 2               | 2.50  | 2015                                   |
| 4 | Lionel Messi       | Barcellona                 | 5           | 5               | 1.00  | 2009, 2011, 2015                       |
| 4 | César Delgado      | Monterrey                  | 5           | 6               | 0.83  | (2011), 2012, 2013                     |
| 7 | Pedro              | Flamengo                   | 4           | 2               | 2.00  | 2022                                   |
| 7 | Denilson           | Pohang Steelers            | 4           | 3               | 1.33  | 2009                                   |
| 7 | Salem Al-Dawsari   | Al-Hilal                   | 4           | 9               | 0.44  | 2019, 2021, 2022                       |
| 7 | Tsukasa Shiotani   | Sanfrecce Hiroshima Al-Ain | 4           | 9               | 0.44  | (2012), 2015, 2018                     |
| 7 | Mohamed Aboutreika | Al-Ahly                    | 4           | 11              | 0.36  | (2005), 2006, (2008), 2012, (2013)     |

Fonte

## Marcatori per club
Le caselle verdi indicano che il calciatore è stato capocannoniere in quell'edizione.

### Adelaide Utd
| Giocatore     | 2008 |
| ------------- | ---- |
| Cristiano     | 1    |
| Travis Dodd   | 1    |
| Daniel Mullen | 1    |
| Totale        | 3    |

### Al-Ahli
| Giocatore | 2009 |
| Totale    | 0    |
| --------- | ---- |

### Al-Ahly
| Giocatore         | 2005 | 2006 | 2008 | 2012 | 2013 | 2020 | 2021 | 2022 | 2023 |
| ----------------- | ---- | ---- | ---- | ---- | ---- | ---- | ---- | ---- | ---- |
| Mohamed Aboutrika |      | 3    |      | 1    |      |      |      |      |      |
| Ahmed Abdel Kader |      |      |      |      |      |      | 1    | 2    |      |
| Flávio            |      | 2    | 1    |      |      |      |      |      |      |
| Hussein El Shahat |      |      |      |      |      | 1    |      | 1    | 1    |
| Yasser Ibrahim    |      |      |      |      |      |      | 2    |      | 1    |
| Emad Moteab       | 1    |      |      |      | 1    |      |      |      |      |
| Amr El Solia      |      |      |      |      |      |      | 1    |      |      |
| Al-Sayed Hamdy    |      |      |      | 1    |      |      |      |      |      |
| Mohamed Hany      |      |      |      |      |      |      | 1    |      |      |
| Ali Maâloul       |      |      |      |      |      |      |      | 1    | 2    |
| Mohamed Magdy     |      |      |      |      |      |      |      | 1    |      |
| Mohamed Sherif    |      |      |      |      |      |      |      | 1    |      |
| Percy Tau         |      |      |      |      |      |      |      | 1    | 1    |
| Emam Ashour       |      |      |      |      |      |      |      |      | 1    |
| Autogol           |      |      | 1    |      |      |      |      |      | 1    |
| Totale            | 1    | 5    | 2    | 2    | 1    | 1    | 5    | 7    | 7    |

Nota: Percy Tau ha segnato un gol anche per i M. Sundowns nell'edizione 2016.

### Al-Ain
| Giocatore         | 2018 |
| ----------------- | ---- |
| Marcus Berg       | 2    |
| Tsukasa Shiotani  | 2    |
| Mohamed Ahmed     | 1    |
| Bandar Al-Ahbabi  | 1    |
| Hussein El Shahat | 1    |
| Caio              | 1    |
| Tongo Doumbia     | 1    |
| Totale            | 9    |

Nota: Tsukasa Shiotani ha segnato un gol per il Sanfrecce Hiroshima nell'edizione 2015.
Autogol
- Yahya Nader (ha segnato un autogol per il Real Madrid nell'edizione 2018)

### Al-Duhail
| Giocatore        | 2020 |
| ---------------- | ---- |
| Almoez Ali       | 1    |
| Edmílson Junior  | 1    |
| Mohammed Muntari | 1    |
| Totale           | 3    |

### Al-Hilal
| Giocatore        | 2019 | 2021 | 2022 |
| ---------------- | ---- | ---- | ---- |
| Salem Al-Dawsari | 1    | 1    | 2    |
| Luciano Vietto   |      |      | 3    |
| Bafétimbi Gomis  | 2    |      |      |
| Mohamed Kanno    |      | 1    | 1    |
| Moussa Marega    |      | 1    | 1    |
| André Carrillo   |      | 1    |      |
| Carlos Eduardo   | 1    |      |      |
| Odion Ighalo     |      | 1    |      |
| Matheus Pereira  |      | 1    |      |
| Totale           | 4    | 6    | 7    |

Autogol
- Ali Al-Bulaihi (ha segnato un autogol per il Flamengo nell'edizione 2019)

### Al-Ittihad
| Giocatore           | 2005 | 2023 |
| ------------------- | ---- | ---- |
| Mohammed Noor       | 2    |      |
| Hamad Al-Montashari | 1    |      |
| Joseph-Désiré Job   | 1    |      |
| Mohammed Kallon     | 1    |      |
| Karim Benzema       |      | 2    |
| Romarinho           |      | 1    |
| N'Golo Kanté        |      | 1    |
| Totale              | 5    | 4    |

Nota: Karim Benzema ha segnato quattro gol anche per il Real Madrid nelle edizioni 2014, 2016 e 2022.
Nota: Romarinho ha segnato un gol anche per l'Al-Jazira nell'edizione 2017.

### Al-Jazira
| Giocatore       | 2017 | 2021 |
| --------------- | ---- | ---- |
| Abdoulay Diaby  |      | 2    |
| Romarinho       | 2    |      |
| Zaid Al-Ameri   |      | 1    |
| Ahmed Al-Attas  |      | 1    |
| Bruno           |      | 1    |
| Miloš Kosanović |      | 1    |
| Ali Mabkhout    | 1    |      |
| Khalfan Mubarak | 1    |      |
| Totale          | 4    | 6    |

Autogol
- Mohammed Rabii (ha segnato un autogol per il Pirae nell'edizione 2021)
- Zaid Sultan (ha segnato un autogol per il Monterrey nell'edizione 2021)

Nota: Romarinho ha segnato un gol anche per l'Al-Ittihād nell'edizione 2023.

### Al-Nassr
| Giocatore         | 2000 |
| ----------------- | ---- |
| Fahad Al-Husseini | 2    |
| Fuad Amin         | 1    |
| Ahmed Bahja       | 1    |
| Moussa Saïb       | 1    |
| Totale            | 5    |

### Al-Sadd
| Giocatore         | 2011 | 2019 |
| ----------------- | ---- | ---- |
| Baghdad Bounedjah |      | 3    |
| Abdelkarim Hassan |      | 2    |
| Hassan Al-Haydos  |      | 1    |
| Khalfan Ibrahim   | 1    |      |
| Abdulla Koni      | 1    |      |
| Ró-Ró             |      | 1    |
| Totale            | 2    | 7    |

### Al-Wahda
| Giocatore        | 2010 |
| ---------------- | ---- |
| Fernando Baiano  | 2    |
| Hugo             | 1    |
| Abdulrahim Jumaa | 1    |
| Mahmoud Khamees  | 1    |
| Ismail Matar     | 1    |
| Totale           | 6    |

### América
| Giocatore               | 2006 | 2015 | 2016 |
| ----------------------- | ---- | ---- | ---- |
| Silvio Romero           |      |      | 2    |
| Michael Arroyo          |      |      | 1    |
| Oribe Peralta           |      |      | 1    |
| Salvador Cabañas        | 1    |      |      |
| Ricardo Francisco Rojas | 1    |      |      |
| Oribe Peralta           |      | 1    |      |
| Darío Benedetto         |      | 1    |      |
| Martín Eduardo Zúñiga   |      | 1    |      |
| Totale                  | 2    | 3    | 4    |

Autogol
- Miguel Samudio (ha segnato un autogol per l'Atlético Nacional nell'edizione 2016)

### Atlante
| Giocatore           | 2009 |
| ------------------- | ---- |
| Daniel Arreola      | 1    |
| Christian Bermúdez  | 1    |
| Rafael Márquez Lugo | 1    |
| Guillermo Rojas     | 1    |
| Lucas Silva         | 1    |
| Totale              | 5    |

### Atlético Mineiro
| Giocatore      | 2013 |
| -------------- | ---- |
| Ronaldinho     | 2    |
| Diego Tardelli | 1    |
| Luan           | 1    |
| Totale         | 4    |

Nota: Ronaldinho ha segnato un gol anche per il Barcellona nell'edizione 2006.

### Atlético Nacional
| Giocatore        | 2016 |
| ---------------- | ---- |
| Alejandro Guerra | 1    |
| Autogol          | 1    |
| Totale           | 2    |

### Auckland City
| Giocatore        | 2006 | 2009 | 2011 | 2012 | 2013 | 2014 | 2015 | 2016 | 2017 | 2022 | 2023 |
| ---------------- | ---- | ---- | ---- | ---- | ---- | ---- | ---- | ---- | ---- | ---- | ---- |
| Jason Hayne      |      | 2    |      |      |      |      |      |      |      |      |      |
| Ángel Berlanga   |      |      |      |      |      | 1    |      |      |      |      |      |
| Chad Coombes     |      | 1    |      |      |      |      |      |      |      |      |      |
| Ryan De Vries    |      |      |      |      |      | 1    |      |      |      |      |      |
| Adam Dickinson   |      | 1    |      |      |      |      |      |      |      |      |      |
| Kim Dae-wook     |      |      |      |      |      |      |      | 1    |      |      |      |
| John Irving      |      |      |      |      |      | 1    |      |      |      |      |      |
| Roy Krishna      |      |      |      |      | 1    |      |      |      |      |      |      |
| Riki van Steeden |      | 1    |      |      |      |      |      |      |      |      |      |
| Totale           | 0    | 5    | 0    | 0    | 1    | 3    | 0    | 1    | 0    | 0    | 0    |

### Barcellona
| Giocatore        | 2006 | 2009 | 2011 | 2015 |
| ---------------- | ---- | ---- | ---- | ---- |
| Lionel Messi     |      | 2    | 2    | 1    |
| Luis Suárez      |      |      |      | 5    |
| Adriano          |      |      | 2    |      |
| Pedro            |      | 2    |      |      |
| Sergio Busquets  |      | 1    |      |      |
| Deco             | 1    |      |      |      |
| Cesc Fàbregas    |      |      | 1    |      |
| Eiður Guðjohnsen | 1    |      |      |      |
| Seydou Keita     |      |      | 1    |      |
| Rafael Márquez   | 1    |      |      |      |
| Maxwell          |      |      | 1    |      |
| Ronaldinho       | 1    |      |      |      |
| Xavi             |      |      | 1    |      |
| Totale           | 4    | 5    | 8    | 6    |

Nota: Ronaldinho ha segnato due gol per l'Atlético Mineiro nell'edizione 2013.

### Bayern Monaco
| Giocatore          | 2013 | 2020 |
| ------------------ | ---- | ---- |
| Robert Lewandowski |      | 2    |
| Dante              | 1    |      |
| Mario Götze        | 1    |      |
| Mario Mandžukić    | 1    |      |
| Benjamin Pavard    |      | 1    |
| Franck Ribéry      | 1    |      |
| Thiago             | 1    |      |
| Totale             | 5    | 3    |

### Boca Juniors
| Giocatore       | 2007 |
| --------------- | ---- |
| Neri Cardozo    | 1    |
| Rodrigo Palacio | 1    |
| Autogol         | 1    |
| Totale          | 3    |

Nota: Neri Cardozo ha segnato un gol per il Monterrey nell'edizione 2013.

### Chelsea
| Giocatore       | 2012 | 2021 |
| --------------- | ---- | ---- |
| Romelu Lukaku   |      | 2    |
| Kai Havertz     |      | 1    |
| Juan Mata       | 1    |      |
| Fernando Torres | 1    |      |
| Autogol         | 1    |      |
| Totale          | 3    | 3    |

### Corinthians
| Giocatore      | 2000 | 2012 |
| -------------- | ---- | ---- |
| Edílson        | 2    |      |
| Paolo Guerrero |      | 2    |
| Fábio Luciano  | 1    |      |
| Luizão         | 1    |      |
| Ricardinho     | 1    |      |
| Freddy Rincón  | 1    |      |
| Totale         | 6    | 2    |

### Cruz Azul
| Giocatore       | 2014 |
| --------------- | ---- |
| Gerardo Torrado | 2    |
| Mariano Pavone  | 1    |
| Joao Rojas      | 1    |
| Totale          | 4    |

### ES Sétif
| Giocatore        | 2014 |
| ---------------- | ---- |
| Abdelmalek Ziaya | 1    |
| Autogol          | 1    |
| Totale           | 2    |

### Espérance
| Giocatore       | 2011 | 2018 | 2019 |
| --------------- | ---- | ---- | ---- |
| Hamdou Elhouni  |      |      | 3    |
| Anice Badri     |      |      | 2    |
| Youcef Belaïli  |      | 1    |      |
| Oussama Darragi | 1    |      |      |
| Sameh Derbali   |      |      | 1    |
| Khaled Mouelhi  | 1    |      |      |
| Yannick N'Djeng | 1    |      |      |
| Totale          | 3    | 1    | 6    |

### Estudiantes (LP)
| Giocatore       | 2009 |
| --------------- | ---- |
| Leandro Benítez | 2    |
| Mauro Boselli   | 1    |
| Totale          | 3    |

### Étoile du Sahel
| Giocatore              | 2007 |
| ---------------------- | ---- |
| Mohamed Amine Chermiti | 1    |
| Saber Ben Frej         | 1    |
| Moussa Narry           | 1    |
| Totale                 | 3    |

### Flamengo
| Giocatore              | 2019 | 2022 |
| ---------------------- | ---- | ---- |
| Pedro                  |      | 4    |
| Gabriel Barbosa        |      | 2    |
| Bruno Henrique         | 1    |      |
| Giorgian De Arrascaeta | 1    |      |
| Autogol                | 1    |      |
| Totale                 | 3    | 6    |

### Fluminense
| Giocatore    | 2023 |
| ------------ | ---- |
| Jhon Arias   | 1    |
| John Kennedy | 1    |
| Totale       | 2    |

- Nino (ha segnato un autogol per il Manchester City nell'edizione 2023)

### Gamba Osaka
| Giocatore       | 2008 |
| --------------- | ---- |
| Yasuhito Endō   | 2    |
| Masato Yamazaki | 2    |
| Hideo Hashimoto | 1    |
| Totale          | 5    |

### Grêmio
| Giocatore | 2017 |
| --------- | ---- |
| Everton   | 1    |
| Totale    | 1    |

### Guadalajara
| Giocatore      | 2018 |
| -------------- | ---- |
| Ángel Zaldívar | 1    |
| Gael Sandoval  | 1    |
| Autogol        | 1    |
| Totale         | 3    |

### Guangzhou E.
| Giocatore   | 2013 | 2015 |
| ----------- | ---- | ---- |
| Darío Conca | 2    |      |
| Paulinho    |      | 2    |
| Elkeson     | 1    |      |
| Muriqui     | 1    |      |
| Zheng       |      | 1    |
| Totale      | 4    | 3    |

### Hekari United
| Giocatore | 2010 |
| Totale    | 0    |
| --------- | ---- |

### Hienghène Sport
| Giocatore     | 2019 |
| ------------- | ---- |
| Antoine Roine | 1    |
| Totale        | 1    |

### Inter
| Giocatore         | 2010 |
| ----------------- | ---- |
| Jonathan Biabiany | 1    |
| Samuel Eto'o      | 1    |
| Diego Milito      | 1    |
| Goran Pandev      | 1    |
| Dejan Stanković   | 1    |
| Javier Zanetti    | 1    |
| Totale            | 6    |

### Internacional
| Giocatore           | 2006 | 2010 |
| ------------------- | ---- | ---- |
| Alecsandro          |      | 2    |
| Adriano             | 1    |      |
| Andrés D'Alessandro |      | 1    |
| Luiz Adriano        | 1    |      |
| Alexandre Pato      | 1    |      |
| Tinga               |      | 1    |
| Totale              | 3    | 4    |

### Jeonbuk Hyundai
| Giocatore      | 2006 | 2016 |
| -------------- | ---- | ---- |
| Kim Bo-Kyung   |      | 2    |
| Kim Hyung-Bum  | 1    |      |
| Kim Shin-Wook  |      | 1    |
| Lee Hyun-Seung | 1    |      |
| Lee Jong-Ho    |      | 1    |
| Zé Carlos      | 1    |      |
| Autogol        |      | 1    |
| Totale         | 3    | 5    |

### Kashima Antlers
| Giocatore      | 2016 | 2018 |
| -------------- | ---- | ---- |
| Yasushi Endo   | 2    |      |
| Mu Kanazaki    | 2    |      |
| Gaku Shibasaki | 2    |      |
| Ryota Nagaki   |      | 1    |
| Hiroki Abe     |      | 1    |
| Shoma Doi      | 1    | 1    |
| Serginho       |      | 1    |
| Shuhei Akasaki | 1    |      |
| Yuma Suzuki    | 1    |      |
| Totale         | 9    | 4    |

Autogol
- Léo Silva (ha segnato un autogol per il Guadalajara nell'edizione 2018)

### Kashiwa Reysol
| Giocatore         | 2011 |
| ----------------- | ---- |
| Leandro Domingues | 1    |
| Masato Kudo       | 1    |
| Hiroki Sakai      | 1    |
| Junya Tanaka      | 1    |
| Totale            | 4    |

### LDU Quito
| Giocatore      | 2008 |
| -------------- | ---- |
| Claudio Bieler | 1    |
| Luis Bolaños   | 1    |
| Totale         | 2    |

### León
| Giocatore | 2023 |
| Totale    | 0    |
| --------- | ---- |

### Liverpool
| Giocatore       | 2005 | 2019 |
| --------------- | ---- | ---- |
| Peter Crouch    | 2    |      |
| Roberto Firmino |      | 2    |
| Steven Gerrard  | 1    |      |
| Naby Keïta      |      | 1    |
| Totale          | 3    | 3    |

### M. Sundowns
| Giocatore | 2016 |
| --------- | ---- |
| Percy Tau | 1    |
| Totale    | 1    |

Autogol
- Ricardo Nascimento (ha segnato un autogol per il Jeonbuk Hyundai nell'edizione 2016)

Nota: Percy Tau ha segnato due gol anche per l'Al-Ahly nelle edizioni 2022 e 2023.

### Manchester City
| Giocatore      | 2023 |
| -------------- | ---- |
| Julián Álvarez | 2    |
| Mateo Kovačić  | 1    |
| Bernardo Silva | 1    |
| Phil Foden     | 1    |
| Autogol        | 2    |
| Totale         | 7    |

### Manchester Utd
| Giocatore         | 2000 | 2008 |
| ----------------- | ---- | ---- |
| Wayne Rooney      |      | 3    |
| Quinton Fortune   | 2    |      |
| Nicky Butt        | 1    |      |
| Darren Fletcher   |      | 1    |
| Cristiano Ronaldo |      | 1    |
| Nemanja Vidić     |      | 1    |
| Dwight Yorke      | 1    |      |
| Totale            | 4    | 6    |

Nota: Dwight Yorke ha segnato un gol per il Sydney FC nell'edizione 2005.
Nota: Cristiano Ronaldo ha segnato quattro gol per il Real Madrid nell'edizione 2016.
Nota: Cristiano Ronaldo ha segnato due gol per il Real Madrid nell'edizione 2017.

### Milan
| Giocatore        | 2007 |
| ---------------- | ---- |
| Filippo Inzaghi  | 2    |
| Kaká             | 1    |
| Alessandro Nesta | 1    |
| Clarence Seedorf | 1    |
| Totale           | 5    |

Autogol
- Massimo Ambrosini (ha segnato un autogol a favore del Boca Juniors nell'edizione 2007)

### Moghreb Tétouan
| Giocatore | 2014 |
| Totale    | 0    |
| --------- | ---- |

### Monterrey
| Giocatore                | 2011 | 2012 | 2013 | 2019 | 2021 |
| ------------------------ | ---- | ---- | ---- | ---- | ---- |
| César Delgado            |      | 3    | 2    |      |      |
| Jesús Corona             |      | 2    |      |      |      |
| Rogelio Funes Mori       |      |      |      | 2    | 1    |
| Aldo de Nigris           | 1    | 1    |      |      |      |
| Humberto Suazo           | 1    |      | 1    |      |      |
| José María Basanta       |      |      | 1    |      |      |
| Neri Cardozo             |      |      | 1    |      |      |
| Alfonso González         |      |      |      | 1    |      |
| Leobardo López           |      |      | 1    |      |      |
| Maximiliano Meza         |      |      |      | 1    |      |
| Hiram Mier               | 1    |      |      |      |      |
| César Montes             |      |      |      |      | 1    |
| Carlos Alberto Rodríguez |      |      |      | 1    |      |
| Leonel Vangioni          |      |      |      | 1    |      |
| Jesús Zavala             | 1    |      |      |      |      |
| Autogol                  |      |      |      |      | 1    |
| Totale                   | 4    | 6    | 6    | 6    | 3    |

Nota: Neri Cardozo ha segnato un gol per il Boca Juniors nell'edizione 2006.
Autogol
- Dárvin Chávez (ha segnato un autogol per il Chelsea nell'edizione 2012)

### Necaxa
| Giocatore           | 2000 |
| ------------------- | ---- |
| Agustin Delgado     | 2    |
| Cristian Montecinos | 2    |
| Alex Aguinaga       | 1    |
| Salvador Cabrera    | 1    |
| Totale              | 6    |

### Pachuca
| Giocatore              | 2007 | 2008 | 2010 | 2017 |
| ---------------------- | ---- | ---- | ---- | ---- |
| Darío Cvitanich        |      |      | 2    |      |
| Christian Giménez      |      | 2    |      |      |
| Alvarez Damián         |      | 1    |      |      |
| Luis Montes            |      | 1    |      |      |
| Roberto de la Rosa     |      |      |      | 1    |
| Víctor Guzmán          |      |      |      | 1    |
| Franco Jara            |      |      |      | 1    |
| Ángelo Sagal           |      |      |      | 1    |
| Jonathan Urretaviscaya |      |      |      | 1    |
| Totale                 | 0    | 4    | 2    | 5    |

Autogol
- Fausto Pinto (ha segnato un autogol per l'Al-Ahly nell'edizione 2008)

### Palmeiras
| Giocatore     | 2020 | 2021 |
| ------------- | ---- | ---- |
| Raphael Veiga |      | 2    |
| Dudu          |      | 1    |
| Totale        | 0    | 3    |

### Pirae
| Giocatore | 2021 |
| --------- | ---- |
| Autogol   | 1    |
| Totale    | 1    |

### Pohang Steelers
| Giocatore | 2009 |
| --------- | ---- |
| Denilson  | 4    |
| Totale    | 4    |

### Raja Casablanca
| Giocatore            | 2000 | 2013 |
| -------------------- | ---- | ---- |
| Mouhcine Iajour      |      | 2    |
| Youssef Achami       | 1    |      |
| Chemseddine Chtibi   |      | 1    |
| Talal El Karkouri    | 1    |      |
| Bouchaib El Moubarki | 1    |      |
| Kouko Guehi          |      | 1    |
| Abdelilah Hafidi     |      | 1    |
| Vianney Mabidé       |      | 1    |
| Mustapha Moustaoudia | 1    |      |
| Mouhcine Moutouali   |      | 1    |
| Omar Nejjary         | 1    |      |
| Totale               | 5    | 7    |

### Real Madrid
| Giocatore          | 2000 | 2014 | 2016 | 2017 | 2018 | 2022 |
| ------------------ | ---- | ---- | ---- | ---- | ---- | ---- |
| Cristiano Ronaldo  |      |      | 4    | 2    |      |      |
| Gareth Bale        |      | 2    |      | 1    | 3    |      |
| Karim Benzema      |      | 1    | 2    |      |      | 1    |
| Nicolas Anelka     | 3    |      |      |      |      |      |
| Sergio Ramos       |      | 2    |      |      | 1    |      |
| Vinícius Júnior    |      |      |      |      |      | 3    |
| Federico Valverde  |      |      |      |      |      | 3    |
| Raúl               | 2    |      |      |      |      |      |
| Sergio Arribas     |      |      |      |      |      | 1    |
| Geremi             | 1    |      |      |      |      |      |
| Fernando Hierro    | 1    |      |      |      |      |      |
| Isco               |      | 1    |      |      |      |      |
| Marcos Llorente    |      |      |      |      | 1    |      |
| Luka Modrić        |      |      |      |      | 1    |      |
| Fernando Morientes | 1    |      |      |      |      |      |
| Rodrygo            |      |      |      |      |      | 1    |
| Sávio              | 1    |      |      |      |      |      |
| Autogol            |      |      |      |      | 1    |      |
| Totale             | 9    | 6    | 6    | 3    | 7    | 9    |

Nota: Cristiano Ronaldo ha segnato un gol per il Manchester United nell'edizione 2008.
Nota: Karim Benzema ha segnato due gol anche per l'Al-Ittihād nell'edizione 2023.

### River Plate
| Giocatore           | 2015 | 2018 |
| ------------------- | ---- | ---- |
| Rafael Santos Borré |      | 3    |
| Gonzalo Martínez    |      | 2    |
| Lucas Alario        | 1    |      |
| Bruno Zuculini      |      | 1    |
| Totale              | 1    | 6    |

### S. Ilhwa Chunma
| Giocatore       | 2010 |
| --------------- | ---- |
| Mauricio Molina | 3    |
| Cho Dong-Gun    | 1    |
| Choi Sung-Kuk   | 1    |
| Saša Ognenovski | 1    |
| Totale          | 6    |

### San Lorenzo
| Giocatore        | 2014 |
| ---------------- | ---- |
| Pablo Barrientos | 1    |
| Mauro Matos      | 1    |
| Totale           | 2    |

### San Paolo
| Giocatore    | 2005 |
| ------------ | ---- |
| Amoroso      | 2    |
| Mineiro      | 1    |
| Rogério Ceni | 1    |
| Totale       | 4    |

### Sanfrecce Hiroshima
| Giocatore        | 2012 | 2015 |
| ---------------- | ---- | ---- |
| Hisato Satō      | 3    |      |
| Tsukasa Shiotani |      | 2    |
| Douglas          |      | 2    |
| Toshihiro Aoyama | 1    |      |
| Satoru Yamagishi | 1    |      |
| Yūsuke Minagawa  |      | 1    |
| Kazuhiko Chiba   |      | 1    |
| Takuma Asano     |      | 1    |
| Totale           | 5    | 7    |

Autogol
- Hiroki Mizumoto (ha segnato un autogol per l'Ulsan Hyundai nell'edizione 2012)

Nota: Tsukasa Shiotani ha segnato un gol per l'Al-Ain nell'edizione 2018.

### Santos
| Giocatore | 2011 |
| --------- | ---- |
| Borges    | 1    |
| Danilo    | 1    |
| Neymar    | 1    |
| Totale    | 3    |

### Saprissa
| Giocatore         | 2005 |
| ----------------- | ---- |
| Alvaro Saborio    | 2    |
| Christian Bolaños | 1    |
| Rónald Gómez      | 1    |
| Totale            | 4    |

### Sepahan
| Giocatore               | 2007 |
| ----------------------- | ---- |
| Emad Mohammed           | 2    |
| Abdul-Wahab Abu Al-Hail | 1    |
| Mahmoud Karimi          | 1    |
| Totale                  | 4    |

Autogol
- Hadi Aghily (ha segnato un autogol per il Waitakere United e uno per l'Urawa Red Diamonds nell'edizione 2007)

### Seattle Sounders
| Giocatore | 2022 |
| Totale    | 0    |
| --------- | ---- |

### South Melbourne
| Giocatore         | 2000 |
| ----------------- | ---- |
| John Anastasiadis | 1    |
| Totale            | 1    |

### Sydney FC
| Giocatore    | 2005 |
| ------------ | ---- |
| David Carney | 1    |
| Dwight Yorke | 1    |
| Totale       | 2    |

Nota: Dwight Yorke ha segnato per il Manchester United nell'edizione 2000.

### Team Wellington
| Giocatore     | 2018 |
| ------------- | ---- |
| Mario Barcia  | 1    |
| Aaron Clapham | 1    |
| Mario Ilich   | 1    |
| Totale        | 3    |

### Tigres UANL
| Giocatore           | 2020 |
| ------------------- | ---- |
| André-Pierre Gignac | 3    |
| Totale              | 3    |

### TP Mazembe
| Giocatore         | 2009 | 2010 | 2015 |
| ----------------- | ---- | ---- | ---- |
| Mbenza Bedi       | 1    | 1    |      |
| Mulota Kabangu    |      | 1    |      |
| Rainford Kalaba   |      |      | 1    |
| Dioko Kaluyituka  |      | 1    |      |
| Ngandu Kasongo    | 1    |      |      |
| Kilitcho Kasusula | 1    |      |      |
| Totale            | 3    | 3    | 1    |

### Ulsan HD
| Giocatore      | 2012 | 2020 |
| -------------- | ---- | ---- |
| Kim Kee-hee    |      | 1    |
| Lee Keun-ho    | 1    |      |
| Lee Yong       | 1    |      |
| Yoon Bit-garam |      | 1    |
| Autogol        | 1    |      |
| Totale         | 3    | 2    |

### Urawa Reds
| Giocatore        | 2007 | 2017 | 2023 |
| ---------------- | ---- | ---- | ---- |
| Washington       | 3    |      |      |
| Maurício         |      | 2    |      |
| Yuichiro Nagai   | 1    |      |      |
| Yōsuke Kashiwagi |      | 1    |      |
| José Kanté       |      |      | 1    |
| Alexander Scholz |      |      | 1    |
| Autogol          | 1    |      |      |
| Totale           | 5    | 3    | 2    |

Autogol
- Marius Høibråten (ha segnato un autogol per il Manchester City nell'edizione 2023)
- Yoshio Koizumi (ha segnato un autogol per l'Al-Ahly nell'edizione 2023)

### Vasco da Gama
| Giocatore | 2000 |
| --------- | ---- |
| Romário   | 3    |
| Edmundo   | 2    |
| Felipe    | 1    |
| Odvan     | 1    |
| Totale    | 7    |

### Waitakere Utd
| Giocatore   | 2007 | 2008 |
| ----------- | ---- | ---- |
| Paul Seaman |      | 1    |
| Autogol     | 1    |      |
| Totale      | 1    | 1    |

### Western Sydney
| Giocatore       | 2014 |
| --------------- | ---- |
| Romeo Castelen  | 1    |
| Iacopo La Rocca | 1    |
| Vitor Saba      | 1    |
| Totale          | 3    |

Autogol
- Daniel Mullen (ha segnato un autogol per l'ES Sétif nell'edizione 2014)

### Wydad Casablanca
| Giocatore       | 2017 | 2022 |
| --------------- | ---- | ---- |
| Ayoub El Amloud |      | 1    |
| Ismail Haddad   | 1    |      |
| Reda Hajhouj    | 1    |      |
| Totale          | 2    | 1    |